# Kolarovo, Stara Zagora
Kolarovo (în bulgară Коларово ) este un sat în Obștina Radnevo, Regiunea Stara Zagora, Bulgaria.

## Demografie
Componența etnică a satului Kolarovo
     Romi (4,78%)
     Bulgari (93,1%)
     Nicio identificare (2,1%)
     Altele (0%)
La recensământul din 2011, populația satului Kolarovo era de 522 locuitori. Din punct de vedere etnic, majoritatea locuitorilor (93,1%) erau bulgari, cu o minoritate de romi (4,78%). Pentru 2,1% din locuitori nu este cunoscută apartenența etnică.